# Jon Gruden
Jon Gruden, né le 17 août 1963 à Sandusky dans l'Ohio, est un entraîneur de football américain.
Vainqueur du Super Bowl avec les Buccaneers de Tampa Bay en 2003, il devient après la fin de sa carrière d'entraîneur à la fin de la saison 2008, consultant à la télévision pour la chaîne ESPN. Il fait un retour comme entraîneur en signant un contrat lucratif avec les Raiders d'Oakland en 2018. Son frère, Jay Gruden, est également entraîneur de football américain.

## Biographie
En janvier 1992, à l'âge de 28 ans, Gruden est recruté par Mike Holmgren pour être son entraîneur assistant des équipes spéciales et des wide receivers aux Packers de Green Bay. Après trois saisons aux Packers, il devient coordinateur offensif des Eagles de Philadelphie.
Avant la saison 1998, Jon Gruden est choisi pour être l'entraîneur principal des Raiders d'Oakland. Après deux saisons mitigées, Gruden fait passer un cap à son équipe qui se qualifie deux fois consécutivement pour la phase finale.
Un mois après la rencontre perdue par les Raiders contre les Patriots de la Nouvelle-Angleterre lors du Tuck Rule Game, le propriétaire de la franchise Al Davis échange Gruden aux Buccaneers de Tampa Bay contre deux choix de premier tour de draft (2002 et 2003) et deux choix de deuxième tour (2002 et 2004) ainsi que huit millions de dollars. Avec l'équipe de Tampa Bay, il remporte le Super Bowl XXXVII en 2003 contre les Raiders sur le score de 48 à 21 au Qualcomm Stadium de San Diego.
Il est renvoyé par les Buccaneers dès la conclusion de la saison 2008 après que l'équipe ait terminé la saison avec quatre défaites consécutives et une exclusion en éliminatoires. Il est engagé en mai 2009 par ESPN pour être analyste des matchs du Monday Night Football
En 2018, il retourne sur le terrain comme entraîneur en signant un lucratif contrat de 100 millions de dollars sur 10 ans pour être l'entraîneur principal des Raiders d'Oakland.
Il démissionne de son poste d'entraîneur prinicipal des Raiders le 11 octobre 2021 après la révélation de courriels contenant des propos racistes, sexistes et homophobes de sa part.    

## Bilan
| Équipe                  | Saison            | Saison régulière | Saison régulière | Saison régulière | Saison régulière | Saison régulière | Phase éliminatoire | Phase éliminatoire | Phase éliminatoire | Phase éliminatoire                                                        |
| Équipe                  | Saison            | G                | P                | N                | %                | Classement       | G                  | P                  | %                  | Résultat                                                                  |
| ----------------------- | ----------------- | ---------------- | ---------------- | ---------------- | ---------------- | ---------------- | ------------------ | ------------------ | ------------------ | ------------------------------------------------------------------------- |
| Raiders d'Oakland       | 1998              | 8                | 8                | 0                | 50               | 3e AFC Ouest     | -                  | -                  | -                  | -                                                                         |
| Raiders d'Oakland       | 1999              | 8                | 8                | 0                | 50               | 4e AFC Ouest     | -                  | -                  | -                  | -                                                                         |
| Raiders d'Oakland       | 2000              | 12               | 4                | 0                | 75               | 1er AFC Ouest    | 1                  | 1                  | 50                 | Défaite contre les Ravens de Baltimore en finale de conférence            |
| Raiders d'Oakland       | 2001              | 10               | 6                | 0                | 62,5             | 1er AFC Ouest    | 1                  | 1                  | 50                 | Défaite contre les Patriots de la Nouvelle-Angleterre au tour de division |
| Totaux Raiders          | Totaux Raiders    | 38               | 26               | 0                | 59,4             |                  | 2                  | 2                  | 50                 |                                                                           |
| Buccaneers de Tampa Bay | 2002              | 12               | 4                | 0                | 75               | 1er NFC Sud      | 3                  | 0                  | 100                | Victoire au Super Bowl XXXVII contre les Raiders d'Oakland                |
| Buccaneers de Tampa Bay | 2003              | 7                | 9                | 0                | 43,8             | 3e NFC Sud       | -                  | -                  | -                  | -                                                                         |
| Buccaneers de Tampa Bay | 2004              | 5                | 11               | 0                | 31,2             | 4e NFC Sud       | -                  | -                  | -                  | -                                                                         |
| Buccaneers de Tampa Bay | 2005              | 11               | 5                | 0                | 68,8             | 1er NFC Sud      | 0                  | 1                  | 0                  | Défaite contre les Redskins de Washington au tour préliminaire            |
| Buccaneers de Tampa Bay | 2006              | 4                | 12               | 0                | 25               | 4e NFC Sud       | -                  | -                  | -                  | -                                                                         |
| Buccaneers de Tampa Bay | 2007              | 9                | 7                | 0                | 56,3             | 1er NFC Sud      | 0                  | 1                  | 0                  | Défaite contre les Giants de New York au tour préliminaire                |
| Buccaneers de Tampa Bay | 2008              | 9                | 7                | 0                | 56,3             | 3e NFC Sud       | -                  | -                  | -                  | -                                                                         |
| Totaux Buccaneers       | Totaux Buccaneers | 57               | 55               | 0                | 50,9             |                  | 3                  | 2                  | 60                 |                                                                           |
| Raiders d'Oakland       | 2018              | 4                | 12               | 0                | 25               | 4e AFC Ouest     | -                  | -                  | -                  | -                                                                         |
| Raiders d'Oakland       | 2019              | 7                | 9                | 0                | 43,8             | 3e AFC Ouest     | -                  | -                  | -                  | -                                                                         |
| Raiders de Las Vegas    | 2020              | 8                | 8                | 0                | 50               | 2e AFC Ouest     | -                  | -                  | -                  | -                                                                         |
| Raiders de Las Vegas    | 2021              | 3                | 2                | 0                | 60               | Démission        | -                  | -                  | -                  | -                                                                         |
| Totaux Raiders          | Totaux Raiders    | 22               | 31               | 0                | 41,5             |                  | -                  | -                  | -                  | -                                                                         |
| Totaux NFL              | Totaux NFL        | 117              | 112              | 0                | 51,1             |                  | 5                  | 4                  | 55,6               |                                                                           |

## Filmographie
- 2014 : Le Pari (Draft Day) d'Ivan Reitman : lui-même